# طلاء آلي
الطلاء الآلي (Automatic painting) يُستخدم لوصف الطلاء باستخدام آلة أو روبوت.
تم استخدام الروبوت الصناعي لعدة عقود في التطبيقات المتعلقة بالسيارات بما في ذلك طلاء السيارات بدءًا من التطبيقات الهيدروليكية الأولى التي لا تزال مستخدمة حتي الآن ولكنها لا تضاهي الجودة أو الأمان التي يتمتع بهما الروبوت الكهربائي، وصولاً إلى أحدث الابتكارات من أجهزة الروبوت الخاصة بصانع المعدات الأصلية. وتعد أجهزة الروبوت المصنعة حديثًا أكثر دقة وتعطي نتائج أفضل نتيجة للاستفادة من تقنيات الأفلام الموحدة والمقاسات الدقيقة لسمك كل منها.
كانت أجهزة الروبوت التي استخدمت في عمليات الطلاء بداية كبيرة وباهظة التكلفة، ولكن أسعار هذه الأجهزة، سواء أكانت الجديدة أو المستعملة، هبطت إلى حد بعيد بدرجة قد تتمكن معها الصناعات العامة من الاستفادة من تقنيات أجهزة الروبوت بالمستوى نفسه الذي لم يكن يستطيع أن يتحمل تكلفته إلا كبرى مصانع السيارات.
وتتميز أنواع أجهزة الروبوت المطروحة في الأسواق حاليًا بالوفرة الهائلة؛ إذ أنها تختلف من حيث الحجم والحمولة بحيث يمكن استخدامها في طلاء المركبات الكبيرة مثل الطائرة بوينغ 747 وحتى الأشياء الصغيرة مثل مقابض أبواب السيارات. كما تتفاوت الأسعار أيضًا حيث ارتفع مستوى التنافسية في سوق أجهزة الروبوت الحديثة إلى جانب التوسع الهائل الذي يشهده سوق أجهزة الروبوت المستعملة.
الروبوتات التي تقوم بعمليات الطلاء عامة يتم تجهيزها بخمسة إلى ست درجات حرية؛ ثلاث منها مخصصة لحركات القاعدة وما يصل إلى ثلاث حركات أخرى تخضع لتوجيه المشغل. ويمكن استخدام أجهزة الروبوت هذه في البيئات التي تتواجد بها مواد خطرة من الفئة الأولى القسم الأول حسب تصنيف الأمم المتحدة.